# Astroboter
Astroboter ist der Künstlername des Musikers und Produzenten David Weicht (* 1987) aus Deutschland. Das Musikprojekt existiert seit 2005, wobei die erste offizielle Veröffentlichung erst im Mai 2010 stattfand. David Weicht wurde in Schwientochlowitz (Oberschlesien, Polen) geboren und wuchs im Ortsteil Eicker Wiesen der niederrheinischen Stadt Moers auf. Vor der ersten Veröffentlichung war er Gitarrist der instrumentalen Post-Rock-Band Aeronautix. Weicht betreibt auch die Plattenfirma und Künstleragentur Psychedelic Dungeon Records, die er im Herbst 2012 gründete.

## Stil und Einflüsse
Der Musikstil Astroboters setzt sich aus Elementen aus Trip-Hop, Post-Rock, Ambient und Krautrock zusammen. Dabei vermischt Astroboter Samples und Instrumente, die anschließend per Sampler (MPC2000XL) und Ableton Live verarbeitet werden. Die Musik wird mit literarischen Geschichten unterstützt und zieht Referenzen zu Fernsehserien wie Lost, Twin Peaks oder Game of Thrones. Hinzu kommen Einflüsse der fernöstlichen Mythologie und Philosophie.

## Der Astroboter
Bei der Figur des Astroboters handelt es sich um eine Art Energie, die sich in Form eines Roboters manifestiert hat. Der Mythos rund um das Wesen beruht auf einem Übersetzungsfehler eines polnischen Mönches. Dieser hat antike Schriftrollen aus Indien übersetzt und fälschlicherweise die polnische Wortkombination „Stara Robota“ (zu Deutsch „alte Arbeit“) zu „Astroboter“ geändert. Die sogenannte „Alte Arbeit“ handelte von der Balance zwischen Gut und Böse.

## Diskografie
- 2010: Eartheption Remix (EP)
- 2012: Astroboter
- 2012: Beat Sutras Vol. I
- 2013: Stenograph Letters (Single)
- 2013: Ambient Collection One
- 2014: Beat Sutras Vol. II
- 2015: The Williams Letters
- 2018: Form & Void

## Musikvideos
- 2012: Metrokinesis
- 2012: A Tale Of Two Spirits
- 2012: Sounds Of Psylence
- 2013: Breaking Bad Theme Remix
- 2014: State Of Molten Salt

## DJ Mixe
- 2010: Merry Meditation Mix
- 2011: Delights For Psychic Minds (Part I & II)
- 2012: Game Of Tones Mix
- 2014: Intenpsyfication Mix